# اندری مالیشکو
اندری مالیشکو (اوکراینی: Андрій Самійлович Малишко؛ ۱۴ نوامبر ۱۹۱۲ – ۱۷ فوریهٔ ۱۹۷۰) شاعر، روزنامه‌نگار، منتقد ادبی، و مترجم اهل اتحاد جماهیر شوروی سوسیالیستی بود.
وی همچنین برندهٔ جوایزی همچون نشان پرچم سرخ کار، جایزه دولتی اتحاد شوروی، نشان لنین، و نشان پرچم سرخ شده‌است.